# Боксиращи се мъже
„Боксиращи се мъже“ (на английски: Men Boxing) е американски документален късометражен ням филм от 1891 година, продуциран и заснет от режисьорите Уилям Кенеди Диксън и Уилям Хейс. Снимките на лентата протичат между май и юни 1891 година в лабораториите на Томас Едисън. Филмът е експериментален и е имал за цел да провери работоспособността на кинетографската камера с хоризонтално разположена 19 милиметрова плака, разработена от Едисън. Кинолентата се съхранява в „Националния филмов регистър на библиотеката на конгреса на САЩ“.

## Сюжет
В продължение на 12 секунди лентата показва как двама мъже, вероятно работници от лабораториите, се боксират на ринг, сложили на ръцете си боксьорски ръкавици.